# Чувашская АССР в Великой Отечественной войне
Чувашия в годы Великой Отечественной войны — деятельность Чувашии во время Великой Отечественной войны. ЧАССР находилась в тылу, что позволяло эвакуировать прифронтовые предприятия на её территорию. С фашизмом боролись более 208 тысяч уроженцев Чувашии, из которых свыше 100 тысяч погибли. Около 54 тысяч из Чувашской АССР человек были награждены орденами и медалями, из них 75 военнослужащих были удостоены звания Героя Советского Союза.

## Экономика Чувашской АССР в годы войны
Из западных и центральных регионов СССР в Чувашскую АССР было перебазировано более 20 промышленных предприятий. В годы войны предприятия Чувашской АССР трижды получали переходящее Красное знамя ГКО.
На всенародно собранные средства был построен бронепоезд «Комсомол Чувашии», на средства рабочих Канашского вагоноремонтного завода был построен бронепоезд «За Родину!», Чебоксарского электроаппаратного завода — эскадрильи боевых самолётов «Красная Чувашия» и «Комсомолец Чувашии».
Во время Великой Отечественной войны в Чебоксары были эвакуированы Харьковский и Московский электроаппаратные заводы, а в послевоенные годы был построен ряд других градообразующих промышленных предприятий.
Некоторые цеха эвакуированных заводов были переведены в Мариинский Посад.

## Жители Чувашской АССР на фронте и в тылу
В газете «Красная Чувашия» от 26 декабря 1942 года было опубликовано письмо работника колхоза «Красный луч» Алатырского района А. М. Сарскова Сталину, в котором сообщалось о внесении им 100 000 рублей из своих личных сбережений на строительство самолёта летчику, Герою Советского Союза Ф. Н. Орлову. В следующем номере было напечатано ответное письмо Сталина: «Примите мой привет и благодарность Красной Армии за Вашу заботу о воздушных силах Красной Армии. Ваше желание будет исполнено. Иосиф Сталин». Подобных писем было множество.
В Чебоксарах формировались 324-я Верхнеднепровская Краснознамённая стрелковая и 139-я Рославльская Краснознамённая ордена Суворова стрелковая дивизии. Обе дивизии прошли тяжкий, но славный боевой путь, в их честь в городе названы улицы. В доме № 6 по улице Карла Маркса находился штаб 324-й стрелковой дивизии, сформированной в Чувашской АССР в 1941 году.

## Эвакогоспитали в Чувашской АССР
В войну в Чебоксарах находились эвакогоспитали № 3056 (1941—1945), № 3058 (1941—1945), № 3061 (1942), № 3057 (1941—1945). Всего располагалось 4 эвакогоспиталя.

## Бомбардировка Чувашской АССР люфтваффе
4 ноября 1941 года город Чебоксары был подвергнут бомбардировке — в тёмное время суток Чебоксары бомбил один самолёт (предположительно Ju 88 или He 111) который сбросил на город и его окрестности сначала предупреждающие листовки, а затем 22 бомбы весом около 100 кг каждая. В результате налета погибли два человека, в т.ч. трехлетняя девочка Галина Керзина, еще 18 чебоксарцев получили ранения. 
Кроме того, на шоссейной дороге Ишлеи – Чебоксары были обнаружены немецкие листовки с призывом переходить на сторону Вермахта.

## Авиашколы в Чувашской АССР
В 1943 году в Ибресинской лётной школе без ног (на протезах) учился летать после ранения легендарный лётчик — будущий Герой Советского Союза — старший лейтенант А. П. Маресьев. Здесь же (в промежутке после июля 1943 до мая 1944) на учебно-тренировочных самолётах УТ-2 учились летать сыновья высокопоставленных деятелей советского государства: сын Секретаря ЦК ВКП(б) А. С. Щербакова — будущий Герой Советского Союза Александр Щербаков и сын члена Государственного комитета обороны А. И. Микояна — Алексей Микоян.